# Kuota
Kuota jest włoskim producentem rowerów z siedzibą w Albiate, we Włoszech. Kuota jest marką firmy Sintema Sport SRL.
Firma produkuje wysokiej klasy rowery oraz części rowerowe dla rowerów szosowych, górskich i triathlonowych, a także do kolarstwa przełajowego. Do produkcji głównie wykorzystywane jest włókno węglowe. Cechą wspólną wszystkich modeli jest ich nazwa zaczynająca się na literę "k".
Kuota jest sponsorem wielu profesjonalnych grup kolarskich.